# 마쓰요 나오키
마쓰요 나오키(일본어: 松代 直樹, 1974년 4월 9일 ~ )는 일본의 전 축구 선수이다.

## 구단 경력
과거 감바 오사카에서 활동하였다.

## 같이 보기
- 원클럽맨 명단